# La Boquilla, Nuevo León
La Boquilla är en ort i Mexiko.   Den ligger i kommunen Allende och delstaten Nuevo León, i den centrala delen av landet, 700 km norr om huvudstaden Mexico City. La Boquilla ligger 502 meter över havet och antalet invånare är 180.
Terrängen runt La Boquilla är varierad. Runt La Boquilla är det ganska glesbefolkat, med 32 invånare per kvadratkilometer. Närmaste större samhälle är Allende, 3,0 km öster om La Boquilla. Omgivningarna runt La Boquilla är en mosaik av jordbruksmark och naturlig växtlighet.